# メンテシェ侯国
メンテシェ侯国（‐こうこく、Menteşe、1260年 - 1424年）は南西アナトリア、ミラスに都し、そこに近いベチンという城から統治していた、オグズ諸部族によりルーム・セルジューク朝の衰退期に形成された辺境の君侯国（ベイリク）の一つ。国名は創始者のメンテシェ・ベイに因む。国土の中心は今日のトルコのムーラ県にあたる。

## 歴史
主な都市はベチン、ミラス、バラト、フィニケ、カシュ、マール（現フェトヒイェ）、ムーラ、チャメリ、アチュパヤム、タヴァス、ボズドアン、チネ。アイドゥン（旧称トラッレス）もこの国に支配されていたことがあり、メンテシェ支配下ではギュゼルヒサル（Güzelhisar）と呼ばれていた。
この都市は後にアイドゥン侯国領となり、創始者の名を取ってアイドゥンと改名された。メンテシェは1300年から1314年の間ロドス島も支配下に入れる程の強い海軍力があった。また、ミラスのフィルズ・ベイ・モスクやバラトのイルヤス・ベイ・モスクのような建築物を遺した。
最初にオスマン帝国の支配下に入ったのは1390年、バヤズィト1世の治世である。1402年、ティムール朝の侵攻で一時的にメンテシェは復活したものの、1414年には再びオスマンの支配下となり、1424年には完全にオスマン帝国の一部となった。
今日のムーラ県はトルコ共和国初期まではメンテシェ・サンジャク（県）と呼ばれていたが、県都は15世紀中にムーラへ移された。